# Maison d'Ivko Milošević à Bajina Bašta
La maison d'Ivko Milošević à Bajina Bašta (en serbe cyrillique : Кућа Ивка Милошевића у Бајиној Башти ; en serbe latin : Kuća Ivka Miloševića u Bajinoj Bašti) se trouve à Bajina Bašta, dans le district de Zlatibor, en Serbie. Elle est inscrite sur la liste des monuments culturels protégés de la république de Serbie (identifiant no SK 909).

## Présentation

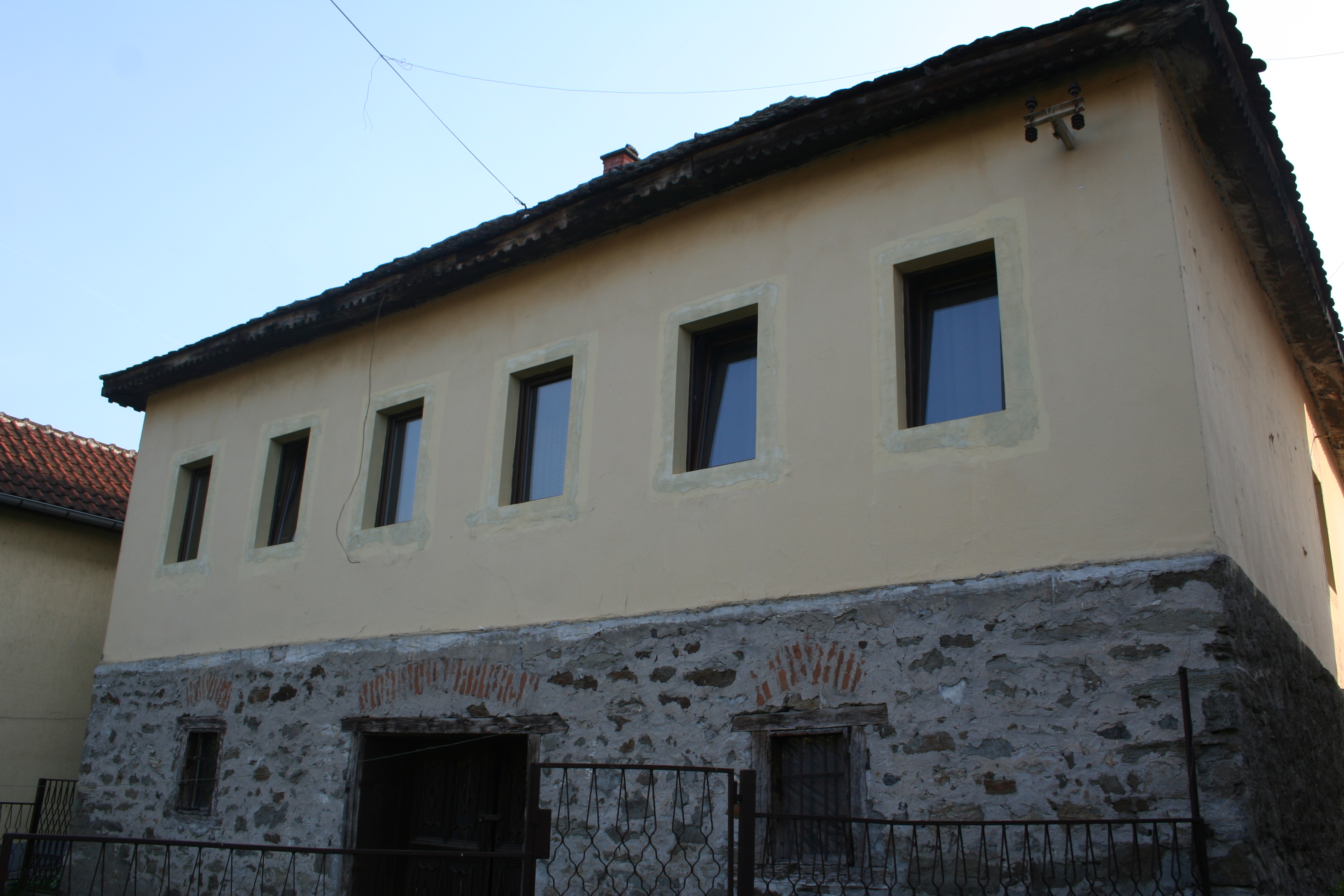
Autre vue de la maison, avec la cave.

La maison, dont le propriétaire actuel est Ivko Milošević, a été construite dans le dernier quart du XIXe siècle pour accueillir une mehana (taverne), qui, d'après les documents originaux conservés, appartenait au marchand Jevto Jelisavčić ; elle était ainsi connue sous le nom de Jelisavčića kafana, la kafana Jelisavčic.
Comme le terrain est en pente, une cave s'étend sous la moitié de l'édifice, ce qui apparaît clairement si l'on compare la façade sur rue et la façade sur cour. La façade sur rue, avec sa décoration plastique, l'agencement des ouvertures et les huisseries, révèle l'influence de l'architecture urbaine de la seconde moitié du XIXe siècle ; elle est divisée de manière asymétrique en cinq zones séparées par des pilastres peu profonds surmontés de chapiteau ; dans ces zones, se trouvent rois fenêtres à deux battants légèrement cintrées et deux portes.

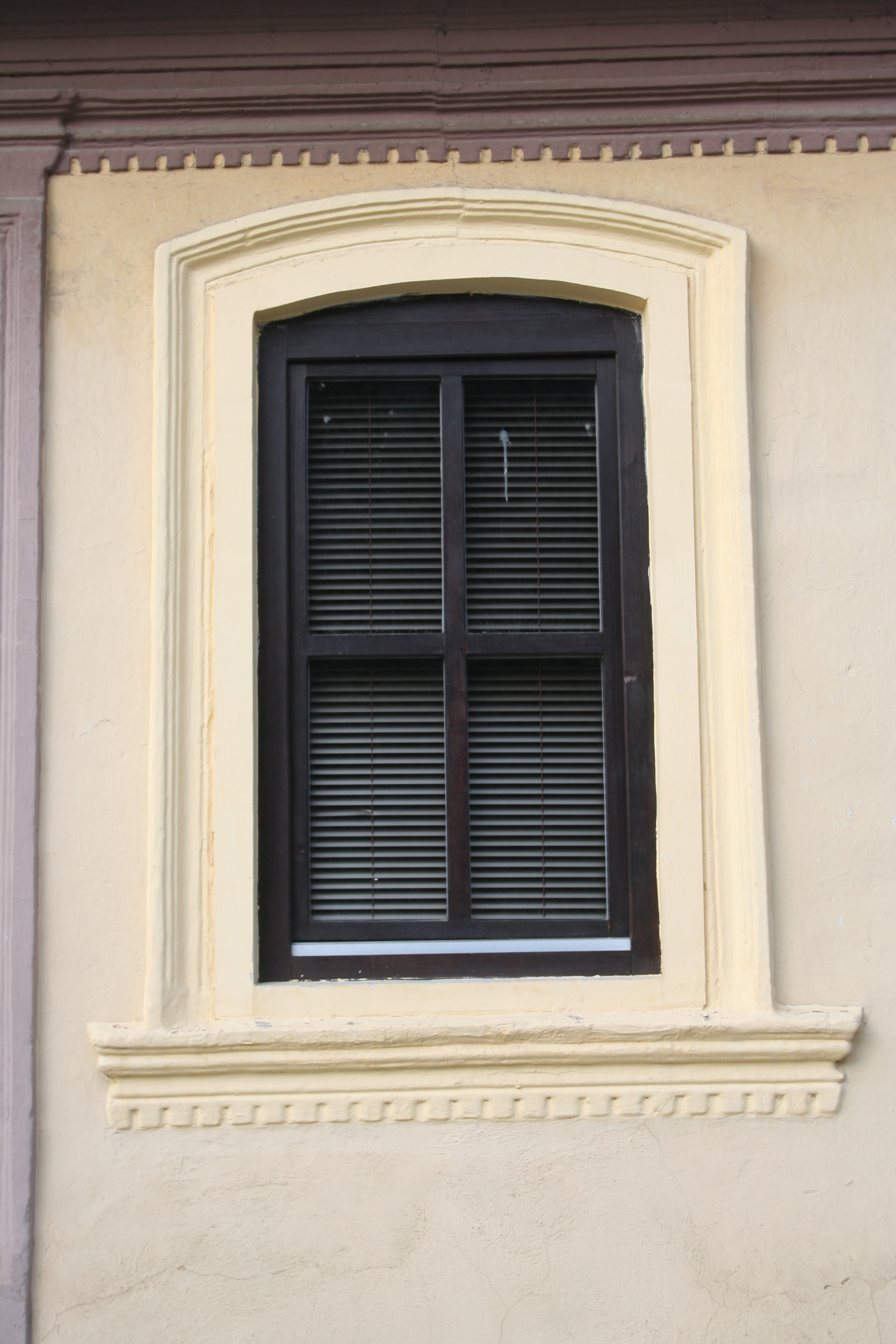
Détail d'une fenêtre sur rue.

L'une de ces portes est à double battant et partiellement vitrée ; elle menait la pièce la plus grande qui servait à l'ancien café ; l'autre porte, plus petite, ouvrait sur une boutique.
Une frise dentelée surmontée d'une corniche moulurée court le long du toit de la façade principale, ce qui accentue son caractère « urbain ».